# Czynnik Nod

Wzór strukturalny czynnika Nod wytwarzanego przez Sinorhizobium meliloti

Czynnik Nod – specyficzna cząstka sygnałowa wydzielana przez bakterie brodawkowe, która inicjuje zmiany morfologiczne korzeni roślin prowadzące do powstania brodawek korzeniowych.
Wytwarzanie czynnika Nod następuje po odebraniu przez bakterię sygnału chemicznego z korzeni rośliny. Substancją sygnałową, wydzielaną do gleby przez korzenie roślin wytwarzających brodawki, są flawonoidy lub betainy.  Zdolne do wytworzenia czynnika Nod są bakterie z rodzajów Rhizobium, Mesorhizobium, Sinorhizobium, Bradyrhizobium i Azorhizobium. Substancje wydzielane przez rośliny indukują geny Nod bakterii. Geny te kodują około 25 białek niezbędnych do syntezy czynnika Nod.
Wydzielany związek chemiczny jest zawsze oligosacharydem lipochitynowym. W jego skład wchodzi od trzech do pięciu monoacylowanych łańcuchów chityny (N-acetyloglukozoaminy) z różnymi podstawnikami połączonymi wiązaniami β-1,4. Podstawniki nadają związkowi chemicznemu stabilność oraz decydują o specyficzności mutualistycznego związku z rośliną. Zróżnicowanie czynnika Nod powoduje, że dana bakteria jest rozpoznawana przez roślinę jako symbiont i rozpoczyna się tworzenie struktury brodawek na jej korzeniach. Odpowiedź komórek korzeni obejmuje depolaryzację błony, po której następują pulsacyjne zmiany stężenia wapnia w cytoplazmie. Dochodzi do deformacji włośników korzeniowych oraz inicjacji podziałów komórek, z których w kolejnych etapach rozwija się brodawka. Rozwój brodawki poprzedza wytworzenie nici infekcyjnej. Do jej powstania konieczna jest ekspresja genów nodulinowych ENOD. Kodują one peroksydazę i białka bogate w prolinę. Białka te prawdopodobnie są niezbędne do wytworzenia nici infekcyjnej i wchodzą w skład ściany komórkowej komórek tworzących nić. Pod wpływem czynnika Nod dochodzi także do ekspresji późnych genów nodulinowych NOD. Geny te kodują białko wiążące tlen - leghemoglobinę oraz enzymy niezbędne do asymilacji amoniaku oraz transportu pozyskanego od bakterii azotu do innych części rośliny.
Wykazano, że trzy z genów zaangażowane w reakcję komórek roślinnych na czynnik Nod, nazwane DMI1, DMI2 i DMI3, uczestniczą również w formowaniu mikoryzy. Oznacza to, że odpowiedź roślin bobowatych na obecność dwóch różnych symbiontów, bakterii i grzybów, ma wspólne podłoże genetyczne. Czynnik Nod wydzielany przez bakterię jest w stanie, poza inicjowaniem tworzenia brodawek, także zwiększać mikoryzę tworzoną z grzybami.